# 王蕾 (1965年)
王蕾（1965年5月—），女，汉族，山西交城人，中华人民共和国政治人物。现任山西省政协副主席，山西省总工会党组书记、常务副主席。